# Stazione di Torviscosa
Stazione di Torviscosa vasútállomás Olaszországban, Torviscosa településen.

## Vasútvonalak
Az állomást az alábbi vasútvonalak érintik:
- Velence–Trieszt-vasútvonal

## Kapcsolódó állomások
A vasútállomáshoz az alábbi állomások vannak a legközelebb:
- Stazione di Cervignano-Aquileia-Grado
- Stazione di San Giorgio di Nogaro